# Wolfgang Hammer (Autor)
Wolfgang Hammer (* 7. Februar 1946 in Oberaudorf) ist ein deutscher Pädagoge und Schriftsteller.

## Leben
Nach dem Abitur 1967 am Anton-Bruckner-Gymnasium Straubing studierte er in München, Berlin und Stuttgart Germanistik und Geschichte für das Lehramt an Gymnasien. Nach dem Referendariat unterrichtete er am Alten Gymnasium in Flensburg bis 1980. Dann folgten drei Jahre als Fachberater für Deutsch als Fremdsprache in Kopenhagen. Die nächsten vier Jahre führte er die schulpraktischen Übungen am Institut für Pädagogik der Universität Kiel durch. Wieder zurück in Flensburg war er Lehrer an der Auguste-Viktoria-Schule. Von 1992 bis zur Pensionierung 2011 leitete er die Gymnasiallehrerausbildung in Rostock.
Er ist ausgebildeter Traumaberater (DeGPT).
Zeitweise gehörte er zum Vorstand im Verband deutscher Lehrer im Ausland (VDLiA) und im Bundesarbeitskreis Lehrerbildung in Mecklenburg-Vorpommern.
Unter dem Pseudonym Wolf Hamm veröffentlichte er Romane und Kurzgeschichten.
Er ist Mitglied des Verbandes deutscher Schriftsteller Ostbayern und lebt in dem niederbayerischen Markt Mitterfels.
Mit Guido Frei und Tina Schmid gründete er 2020 den PänK Verlag.

## Publikationen (Auswahl)
- Schulverwaltung im Spannungsfeld von Politik und Gesellschaft. Lang-Verlag, Frankfurt am Main u. a. 1988, ISBN 3-8204-0157-1.
- Verband Deutscher Lehrer im Ausland, Wolfgang Hammer (Hrsg.): Deutsche Lehrer in aller Welt. Interkulturelle Erziehung in Praxis und Theorie. Band 12. Burgbücherei Schneider, Baltmannsweiler 1990, ISBN 3-87116-646-4.
- Der Junge mit dem Falken. Kindheit und Jugend Kaiser Friedrichs II. Arena Verlag, Würzburg 1997, ISBN 3-401-01847-7.
- mit Ulrich Bongertmann, Hartmut Möller: Ora et labora. Klösterliches Leben im Mittelalter. CD-ROM. Westermann Verlag, Braunschweig 2001, ISBN 3-14-376001-X.
- mit Peter Vogt: Gesund im Lehrberuf. Burgbücherei Schneider, Baltmannsweiler 2009, ISBN 978-3-8340-0537-3.
- Von der Folter zur Therapie. In: Geschichte für heute. Zeitschrift für historisch-politische Bildung. Band 3, Nr. 3, 2010, S. 27–40.
- mit Karen Hammer: Theatrum sacrum – Theatrum Mundi. Eine Weihnachtskrippe, Buchwerft Verlag, Kiel 2011, ISBN 978-3-86342-273-8.
- Wolf Hamm: Kommissar Grantinger und das Vierte Reich. Spielberg-Verlag, Regensburg 2015, ISBN 978-3-95452-677-2.
- Wolf Hamm: Ich will doch noch leben. Eine Kindheit nach 1945. AAVAA-Verlag, Hohen Neuendorf 2015, ISBN 978-3-944223-54-4.
- Die Sehnsucht des Kurt Raab. Vom Werden eines Schauspielers in Straubing in: Historischer Verein Straubing und Umgebung (Hg.): Jahresbericht 117/2016,Cl. Attenkofersche Buch- und Kunstdruckerei, Straubing 2016, S. 291–364.
- Wolf Hamm: Wolfswelten. Hitlers Sohn und ich. AAVAA-Verlag, Hohen Neuendorf 2016, ISBN 978-3-8459-1992-8.
- Wolf Hamm: Der Kapuzenmann. Ein Gespinst. In: Verband deutscher Schriftstellerinnen und Schriftsteller Ostbayern (Hrsg.): Schauriges Ostbayern. Unheimliche Ereignisse und geheimnisvolle Geschichten. SüdOst Verlag, Regenstauf 2016, ISBN 978-3-86646-761-3, S. 22–38.
- mit Arbeitskreis Heimatgeschichte Mitterfels e. V., Verband deutscher Schriftstellerinnen und Schriftsteller in ver:di, Regionalgruppe Ostbayern, Michael Witte (Hrsg.): Ein Fingerabdruck an der Wand der Zeit. Gedichte und Bilder, Spielberg Verlag; Neumarkt/Regensburg 2017, ISBN 978-3-95452-709-0
- Wolf Hamm: Sätze des täglichen Gemetzels. Miniaturen des deutschen Alltags. Rationalpoetische und emotionalphilosophische Reiseerinnerungen. PänK Verlag, Neutraubling 2020, ISBN 978-3-949035-01-2.
- Guido Frei, Wolf Hamm, Thyra Thorn: Tanzen und Treten. PänK Verlag, Neutraubling 2020, ISBN 978-3-949035-02-9.